# Brachypeza bisignata
Brachypeza bisignata är en tvåvingeart som beskrevs av Johannes Winnertz 1863. Brachypeza bisignata ingår i släktet Brachypeza och familjen svampmyggor. Arten är reproducerande i Sverige. Inga underarter finns listade i Catalogue of Life.